# Cahoots
Albums de The Band
Stage Fright
(1970) Rock of Ages
(1972)
Cahoots est le quatrième album du groupe de rock canadien The Band, sorti en 1971.

## Titres
Toutes les chansons sont écrites et composées par Robbie Robertson, sauf mention contraire.
| No  | Titre                       | Auteur                  | Durée |
| --- | --------------------------- | ----------------------- | ----- |
| 1.  | Life Is a Carnival          | Danko, Helm, Robertson  | 3:55  |
| 2.  | When I Paint My Masterpiece | Bob Dylan               | 4:21  |
| 3.  | Last of the Blacksmiths     |                         | 3:41  |
| 4.  | Where Do We Go from Here?   |                         | 3:47  |
| 5.  | 4% Pantomime                | Robertson, Van Morrison | 4:32  |
| 6.  | Shoot Out in Chinatown      |                         | 2:51  |
| 7.  | The Moon Struck One         |                         | 4:09  |
| 8.  | Thinkin' Out Loud           |                         | 3:19  |
| 9.  | Smoke Signal                |                         | 5:11  |
| 10. | Volcano                     |                         | 3:05  |
| 11. | The River Hymn              |                         | 4:40  |

Titres supplémentaires de la réédition CD de 2002 :
| No | Titre                                        | Durée |
| -- | -------------------------------------------- | ----- |
| 1. | Endless Highway (Early Studio Take)          | 3:46  |
| 2. | When I Paint My Masterpiece (Alternate Take) | 3:57  |
| 3. | Bessie Smith (Outtake)                       | 4:17  |
| 4. | Don't Do It (Outtake - Studio Version)       | 3:54  |
| 5. | Radio Commercial                             | 1:04  |

## Musiciens

### The Band
- Rick Danko – guitare basse, chant
- Levon Helm – batterie, mandoline, chant
- Garth Hudson – orgue, piano, saxophone
- Richard Manuel – piano, batterie, orgue, guitare, chant
- Robbie Robertson – guitare, piano

### Autres musiciens
- Allen Toussaint - arrangements de Life Is a Carnival
- Van Morrison - chant sur 4% Pantomime